# Carl Seitz
Carl Seitz, auch Karl Seitz (* 4. Februar 1858 in München; † 2. April 1942) war ein deutscher Pädiater, Hochschullehrer, Leiter der Münchner Kinderpoliklinik und Obermedizinalrat.

## Leben
Carl Seitz war der Sohn des Mediziners und Hochschullehrers Franz Seitz. und Fanny Seitz (geb. Faulhaber; * 9. Januar 1831; † 14. Januar 1917). Er wuchs in München auf und legte 1876 die Abiturprüfung am Münchner Maximiliansgymnasium ab, unter anderem mit Rudolf von Hößlin, Karl Schlösser, Gustav von Schoch und Ludwig Wüllner. Ab dem Wintersemester 1876/77 studierte er an der Ludwig-Maximilians-Universität München Medizin, unter anderem bei Hugo von Ziemssen, Johann Nepomuk von Nußbaum und Max von Pettenkofer, und in Wien bei Kapisi und Eduard Heinrich Henoch, sowie bei Robert Koch. Anschließend arbeitete er als Assistent an der pädiatrischen Poliklinik in München, wobei er Erfahrungen machte, die sein Engagement für die Säuglingsfürsorge in München und Bayern begründeten.
Nach der Promotion 1882 und der Habilitation 1886 – der Titel seiner Habilitationsarbeit lautet „Bakteriologische Studien zur Typhusaetiologie“ – wurde er Privatdozent für Kinderheilkunde an der Universität München, 1896 außerordentlicher Professor und 1902 verbeamtet.
Von 1890 bis zu seiner Emeritierung 1928 leitete Seitz die Kinderpoliklinik am Reisingerianum in München, nachdem er zuvor bereits ihr stellvertretender Leiter gewesen war.
1901 gehörte er zu den Unterzeichnern des Aufrufs von Georg Hirth zur Gründung eines „Vereins Kinderschutz“ und war 1902–1921 dessen Vorsitzender. Ab 1903 war er außerdem auch im Vorstand des Vereins „Säuglingsheim München“. 
Seitz war auch Oberstabsarzt der Landwehr, 1924–1925 erster Vorsitzender des Landesverbands für Mutterschafts-, Säuglings- und Kleinkinderfürsorge in Bayern und Geheimrat.

## Schriften
- Die Behandlung der Varices, Ulcera und Elephantiasis cruris durch methodische Compression. Inaugurial-Dissertation der Universität München. C. Wolff & Sohn, München 1882.
- Multiple halbseitige Hirnnervenlähmung: Aus der medicinischen Poliklinik. Mitgetheilt von Carl Seitz, in: Festschrift dem ärztlichen Verein München zur Feier seines 50jährigen Jubiläums gewidmet von seinen Mitgliedern. M. Rieger, München 1883, S. 290–295.
- Grundriß der physikalischen Untersuchungsmethoden innerer Organe für Studierende. Franz Deuticke, Leipzig und Wien 1890 (italienisch 1893).
- Die Behandlung kranker Kinder. 1893.
- Grundriß der Kinderheilkunde für praktische Ärzte und Studierende. Karger, Berlin 1894.
- Kurzgefasstes Lehrbuch der Kinderheilkunde. Karger, Berlin 1901. (Digitalisat der ersten Seiten).3 ., vermehrte und völlig umgearbeitete Auflage 1910.
- Erkrankungen in der Pubertät, in: Handbuch der Kinderheilkunde 1, Leipzig 1910.